# 尼高路·簡迪
尼高路·簡迪（法語：N'Golo Kanté；1991年3月29日—），是一名法國職業足球員，司職防守中場。目前效力沙烏地職業足球聯賽球隊伊蒂哈德及法國國家足球隊。現任比利時國家一級聯賽球隊皇家精英維爾頓班主。許多人認為簡迪是世界上最好的中場之一，許多人表揚他的工作效率和防守能力
坎特雖然身材矮小，但被視為有著出色的體力以及飛快的速度，有人認為這些因素讓他的防守能力出眾而且防守覆蓋範圍很大，於2016年首次代表法國國家足球隊上陣，2018年與保羅・博格巴作為法國隊主力中場，並在該年贏得世界盃冠軍。
坎特出生在巴黎，父親母親是馬里人，1980年從馬里移民到法國。他的父親在坎特11歲後不久離世，他的哥哥Niama在2018年世界盃前死於心臟病發作。

## 俱樂部生涯

### 布羅尼
坎特出生于巴黎。当他8岁时，他在首都西郊的JS Suresnes开始了他的职业生涯，并在那里待了十年。2010年通过JS Suresnes主席的接触，他在2010年加入布羅尼的青訓系統。他在2012年5月18日首次在法乙上陣，但俱樂部主場1:2不敵摩納哥，在比賽最後11分鐘入替维吉利·雷塞特。
在2012-13賽季，他替布羅尼在法國全國聯賽效力，這是法國第三組別聯賽，他只缺席一場聯賽比賽。在8月10日，他射入職業生涯首個進球，在自由球場（Stade de la Libération）以1:0擊敗Luzenac AP，他在賽季結束前也再打進兩球。

### 卡昂
2013年，坎特加盟到法乙另一支俱樂部卡昂，在2013-14賽季上陣38次。卡昂最終在該賽季的法乙聯賽奪得季軍，得以升上來季的法甲聯賽。
接下來的一個賽季，簡迪替卡昂上陣37場比賽讓俱樂部護級成功; 他只在8月30日主場0:1不敵雷恩的比賽中被驅逐出場而缺席往後一場比賽。3週之後，他在3:0擊敗伊維恩的比賽中打進首個進球。在整个赛季中，他抢球的次数比欧洲任何其他球员都要多。

### 莱斯特城
2015年8月3日，簡迪加盟莱斯特城並簽下4年合約，轉會費接近800萬歐元（560萬英鎊）2015年11月7日，他在皇權球場2:1擊敗到訪的沃特福德的賽事中射入自己在英超的首個進球。
簡迪超優異的表現贏得莱斯特城與足壇的讚譽和喝彩，被廣泛認為是俱樂部在2015-16賽季能夠奪冠的主要功臣，在中場有大量的攔截和搶斷。4月，他是入选 PFA 年度最佳阵容的球员之一。神勇的表現也讓他從默默無名的球員爆紅成炙手可熱的中場新星，並憑此表現入選法國國家隊。

### 車路士
2016年7月16日，簡迪加盟車路士並簽訂5年合約，轉會費接近3500萬歐元（2920萬英鎊）。
在2016年10月23日，車路士在英超聯賽大勝曼聯4-0的賽事中，簡迪攻入第四個入球，亦是他加盟車路士之後的首個入球。
簡迪在2016-17賽季協助車路士奪得聯賽冠軍。
2018-19賽季，車路士自從改由沙利執教下，簡迪的位置不同之前純防中，專注掃蕩工作，而要投入更多進攻工作，表現也相當出色。
2021年5月29日，2020–21賽季歐冠決賽車路士一球擊敗曼城，簡迪獲歐洲足協選為決賽最佳球員。

### 伊蒂哈德
2023年6月，簡迪加盟伊蒂哈德。

## 國家隊生涯
坎特的父母是马里人，在2015年非洲国家杯之前，马里接触了坎特，因为他没有为法国队效力过任何年龄组的球队。坎特拒绝了，理由是他仍在努力在法甲联赛中站稳脚跟。马里2016年1月再次向坎特发出邀请，但他表示，如果他收到来自法国的邀请，他仍未决定代表哪个国家队。
2016年3月17日，簡迪在法國對陣荷蘭和俄羅斯的友誼賽中首次入選國家隊。
他在2016年3月25日在阿姆斯特丹球場法國3:2客勝荷蘭的比賽完成在國家隊的首秀，在中場休息後入替拉薩納·迪亞拉。 4天後他在自己25歲的生日當天完成首發上場，在法蘭西體育場4:2擊敗俄羅斯的比賽中射入首個進球；與他同日生日的迪米崔·帕耶特也打進一球。
2018年世界杯，簡迪成為法國的主力，在小組賽以2勝1和的成績，以小組第一晉級16強。16強中以4:3反勝阿根廷。又在8強和4強分別以2:0和1:0輕取烏拉圭和比利時，晉級決賽。法國於決賽以4:2擊敗克羅地亞，自1998年奪冠後，再一次在世界盃捧杯。
2022年11月9日，法國隊公佈了2022年卡塔爾世界杯25人大名單，坎特因傷未能入選。
2024年5月，坎特時隔兩年之久再次獲得法國隊徵召參與2024歐洲國家盃。

## 球風
坎特有出色的攔截與奔跑能力，能在中場與禁區自由來回奔波，具備充沛體力，是當代出色防守中場球員之一。

## 個人生活
坎特是一名穆斯林。他出生于巴黎，父母是马里人，他们于1980年从马里移民到法国。他在上塞纳省Rueil-Malmaison的一间小公寓里长大。。簡迪11岁后不久，其父親去世，他的哥哥在2018年世界杯前因心脏病去世。
2023年6月，坎特購買了比利時國家一級聯賽球隊皇家精英維爾頓成為了班主。

## 生涯數據
最後更新：直至2023年1月30日
| 俱樂部   | 賽季     | 聯賽     | 聯賽 | 聯賽 | 盃賽 | 盃賽 | 聯賽盃 | 聯賽盃 | 總計 | 總計 |
| 俱樂部   | 賽季     | 組別     | 上陣 | 進球 | 上陣 | 進球 | 上陣   | 進球   | 上陣 | 進球 |
| -------- | -------- | -------- | ---- | ---- | ---- | ---- | ------ | ------ | ---- | ---- |
| 布羅尼   | 2011–12  | 法乙     | 1    | 0    | 0    | 0    | 0      | 0      | 1    | 0    |
| 布羅尼   | 2012–13  | 法乙     | 37   | 3    | 2    | 1    | 0      | 0      | 39   | 4    |
| 布羅尼   | 總計     | 總計     | 38   | 3    | 2    | 1    | 0      | 0      | 40   | 4    |
| 卡昂     | 2013–14  | 法乙     | 38   | 2    | 4    | 1    | 1      | 0      | 43   | 3    |
| 卡昂     | 2014–15  | 法甲     | 37   | 2    | 1    | 1    | 1      | 0      | 39   | 3    |
| 卡昂     | 總計     | 總計     | 75   | 4    | 5    | 2    | 2      | 0      | 82   | 6    |
| 莱斯特城 | 2015-16  | 英超     | 37   | 1    | 1    | 0    | 2      | 0      | 33   | 1    |
| 切尔西   | 2016-17  | 英超     | 35   | 1    | 5    | 1    | 1      | 0      | 41   | 2    |
| 切尔西   | 2017–18  | 英超     | 34   | 1    | 5    | 0    | 2      | 0      | 48   | 1    |
| 切尔西   | 2018-19  | 英超     | 36   | 4    | 2    | 0    | 5      | 1      | 43   | 5    |
| 切尔西   | 2019-20  | 英超     | 22   | 3    | 1    | 0    | 0      | 0      | 23   | 3    |
| 切尔西   | 2020-21  | 英超     | 30   | 0    | 4    | 0    | 1      | 0      | 35   | 0    |
| 切尔西   | 2021-22  | 英超     | 26   | 2    | 3    | 0    | 4      | 0      | 33   | 2    |
| 切尔西   | 2022-23  | 英超     | 2    | 0    | 0    | 0    | 0      | 0      | 2    | 0    |
| 切尔西   | 總計     | 總計     | 222  | 12   | 21   | 1    | 15     | 1      | 258  | 14   |
| 生涯總計 | 生涯總計 | 生涯總計 | 335  | 19   | 28   | 4    | 17     | 1      | 380  | 24   |

### 國家隊
最後更新：2022年6月3日
| 國家隊 | 年份 | 上場 | 進球 |
| ------ | ---- | ---- | ---- |
| 法國   | 2016 | 13   | 1    |
| 法國   | 2017 | 7    | 0    |
| 法國   | 2018 | 16   | 0    |
| 法國   | 2019 | 3    | 0    |
| 法國   | 2020 | 5    | 1    |
| 法國   | 2021 | 7    | 0    |
| 法國   | 2022 | 2    | 0    |
| 總計   | 總計 | 53   | 2    |

#### 國際賽進球
以法國進球與賽事次序為先
| # | 比賽日期      | 比賽場地               | 對手   | 進球 | 比數 | 賽事   |
| - | ------------- | ---------------------- | ------ | ---- | ---- | ------ |
| 1 | 2016年3月29日 | 法國聖但尼法蘭西體育場 | 俄羅斯 | 1–0  | 4–2  | 友誼賽 |

## 榮譽

### 球會
李斯特城
- 英格蘭超級聯賽冠軍：2015-16

 車路士
- 英格蘭超級聯賽冠軍：2016-17
- 英格蘭足總盃冠軍：2017-18
- 歐霸杯：2018-19
- 歐洲冠軍聯賽：2020-21
- 歐洲超級盃：2021
- 国际足联俱乐部世界杯：2021

### 國家隊
法國
- 國際足協世界盃：2018

### 個人獎項
- 英格蘭PFA足球先生：2016-17
- 《法國足球》法國年度最佳球員：2017年
- 欧洲足联俱乐部足球奖最佳中場：2020-21